# Sauchy-Cauchy Communal Cemetery
Sauchy-Cauchy Communal Cemetery is een begraafplaats gelegen in de Franse plaats Sauchy-Cauchy (Pas-de-Calais). De militaire graven worden onderhouden door de Commonwealth War Graves Commission.
De begraafplaats telt 1 geïdentificeerd Gemenebest graf uit de Eerste Wereldoorlog.